# Шиподзьоб малий
Шиподзьоб малий (Acanthiza nana) — вид горобцеподібних птахів родини шиподзьобових (Acanthizidae). Ендемік Австралії.

## Опис
Довжина птаха становить 9 см, розмах крил 14 см, вага 6-7 г. Голова оливково-сіра. область навколо очей кремова, біля очей невеликі білі смужки. Спина зеленувата, крила оливково-коричневі, махові пера світліші. Хвіст оливково-коричневий, на хвості темна смуга. Горло блідо-жовте, груди кремово-жовті, живіт жовтий, боки блідо-оливкові. Лапи і дзьоб чорні, очі темно-коричневі. Виду не притаманний статевий диморфізм.

## Поширення
Малі шиподзьоби є ендеміками Австралії. Вони здебільшого мешкають на східному узбережжі. Живуть в різноманітних середовищах: чагарниках, помірних і евкаліптових лісах.

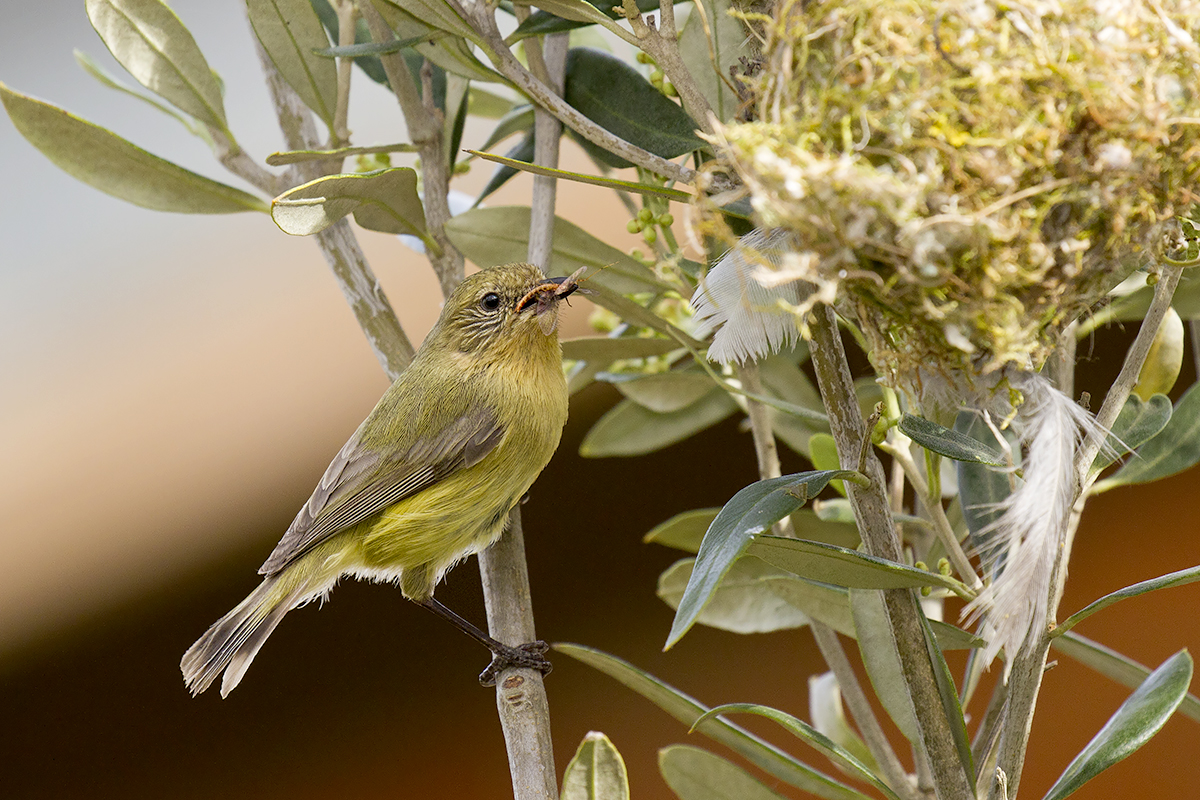
Малий шиподзьоб біля гнізда

## Підвиди
Виділяють чотири підвиди:
- A. n. flava White, HL, 1922 (схід Австралії);
- A. n. modesta De Vis, 1905 (південний захід і південь Австралії);
- A. n. nana Vigors & Horsfield, 1827 (південний схід Австралії).

## Раціон
Малі шиподзьоби харчуються комахами, можуть доповнювати раціон насінням. Вони ловлять комах на верхньому і середньому ярусі лісу; комах ловлять в польоті. Зазвичай вони шукають здобич в парах, хоча були помічені в зграях до 35 птахів.

## Розмноження
Гнізда округлої, куполоподібної форми, з невеликим входом зверху. В кладці 2-4 яйця, інкубаційний період триває 16-17 днів.

## Збереження
МСОП вважає цей вид таким, що не потребує особливих заходів зі збереження. Однак популяція малих шиподзьобів змешується. Загрозами є знищення природних серекдовищ, пожежі, загибель комах внаслідок обробки полів інсектицидами.